# 四川省 (遊戲)

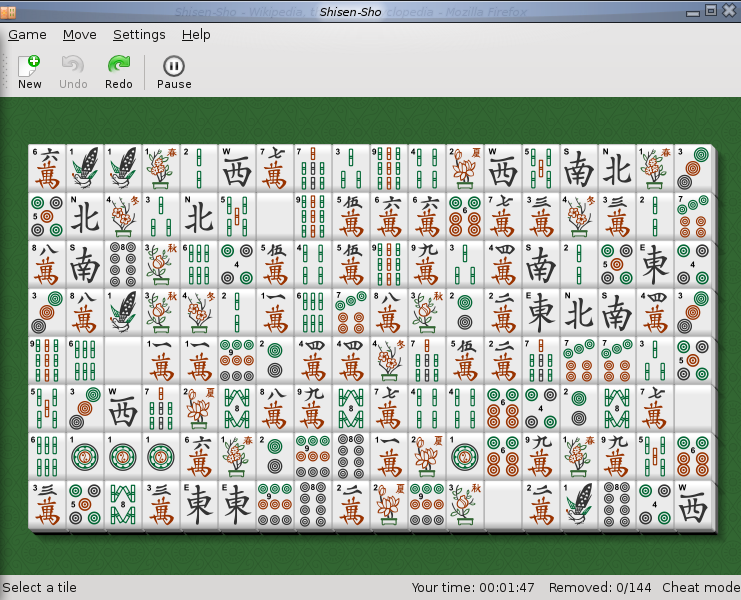
Shisen-Sho，KDE

四川省（Shisen-Sho）是一種使用麻將牌所進行的同牌面的對消遊戲。此類遊戲，最早出現於街機的遊戲機台，後同名的遊戲版本繁多。與骨牌遊戲釣金龜有類似之處。

## 相關作品
- 1989年，TAMTEX的「四川省：女子寮篇」（Shisensho：Joshiryo-Hen），街機版
- 1990年，智冠科技設計發行PC-DOS版「四川省」。
- 1990年，微软Entertainment Pack中的Taipei。
- 1992年，智冠科技設計發行PC-DOS版「四川省Ⅱ」。
- 1993年，第三波文化事業設計發行PC-DOS版「四川省Ⅲ天府之國」。
- 2001年，藍海豚科技製作、會宇多媒體發行「超級四川省2001」，Windows單機遊戲
- 2002年，光譜資訊的「四川省3000」，Windows單機遊戲。
- 2002年，藍海豚科技製作、會宇多媒體發行「超級四川省2003」，Windows單機遊戲
- 其它：操作系统自带的此类游戏：
  - Mahjongg
  - Shisen-Sho
  - Mahjong Titans（改良自Taipei，作为Windows Vista中附屬的小遊戲）

## 外部連結
- 超級四川省（页面存档备份，存于）
- 四川省3000（页面存档备份，存于）